# Conceptismo

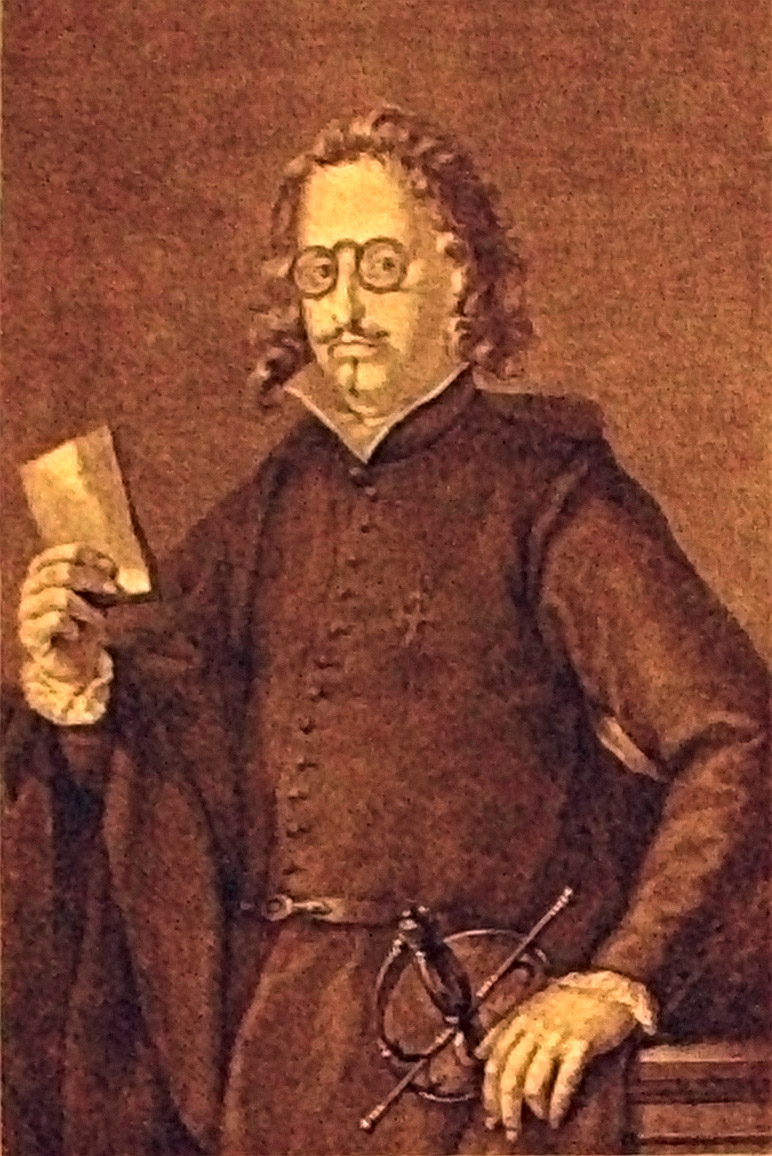
Francisco de Quevedo

Conceptismo of conceptisme is een literaire beweging van de Spaanse barok. Het is een semantisch rijke en geconcentreerde stijl die werd gebruikt in de late 16e eeuw en in de 17e eeuw.

## Vertegenwoordigers
De belangrijkste theoreticus van deze stijl, en tevens een vertegenwoordiger ervan, is de Spaanse jezuïet en schrijver Baltasar Gracián. Zijn boek Arte de ingenio. Tratado de la Agudeza (Over de scherpzinnigheid. Essay over de dichterlijke creativiteit) uit 1642 wordt beschouwd als tegelijkertijd een poëtica, een retorica en een bloemlezing van deze stijl. De stijl is geïntroduceerd door Alonso de Ledesma. De belangrijkste vertegenwoordiger is Francisco de Quevedo.

## Kenmerken van de stijl
Conceptismo wordt gekenmerkt door vaart, directheid, een eenvoudige uitdrukkingsvorm, scherpe metaforen en woordspel. Hiermee kunnen meerdere betekenissen helder, subtiel en nauwkeurig worden overgebracht. Veelgebruikte stijlfiguren zijn ellips, zeugma, polysemie, antithese, dubbelzinnigheid en paradox.
Conceptismo contrasteert sterk met culteranismo, een parallelle beweging van de Spaanse barok. Deze contrasterende stijl wordt juist gekenmerkt door nadrukkelijkheid, ingewikkelde zinsbouw, meervoudige en complexe metaforen - stijlkenmerken die meestal samengaan met een conventionele inhoud. De bekendste vertegenwoordiger hiervan is Luis de Góngora. Culteranismo wordt ook wel gongorisme genoemd.